# Кичик Кирс
Кичик-Кирс (азерб. Kiçik Kirs — Малый Кирс) — горная вершина в Азербайджане, одна из самых высоких вершин Карабахского хребта. Высота Кичик-Кирса составляет по некоторым данным 1800 метров, по некоторым данным 2346 метров. На карте на сайте «Virtual Qarabağ» высота горы Кичик Кирс показана как 2346 метров. Гора Кичик-Кирс расположена на юго-востоке Шушинского района.

## Этимология
Название связано с тем, что Кичик-Кирс ниже по высоте расположенной на этой территории горы Боюк-Кирс (2725 m).